# Thibaut Vauchel-Camus
Thibaut Vauchel-Camus, né à Périgueux le 15 octobre 1978, résident à Cancale, est un skipper et entrepreneur français.
Il a été six fois champion de France en F18. Il a aussi remporté plusieurs courses de voile de premier plan dont la Transat Jacques-Vabre 2023 dans la catégorie Océan-Fifty, avec Quentin Vlamynck, à bord de Solidaires En Peloton.

## Biographie
Thibaut, dont les parents enseignent l'équitation, grandit en Guadeloupe mais il découvre la voile à 10 ans en Bretagne. 
Au début des années 2000, il intègre le Pôle France Espoir en catamaran Tornado à l’École Nationale de Voile , puis embarque dans le Team Océan en 2005, la jeune "écurie" d’Yvan Bourgnon. Le 18 avril 2012, il bat avec lui le record de la distance sur 24 heures en catamaran de sport.
Il est repéré par le navigateur Fred Duthil qui le prend sous son aile et lui donne sa chance. Il passe ensuite au catamaran Formule 18 avec Jérémie Lagarrigue.
Après plusieurs saisons en Class40 et en catamaran volant, les Flying Phantom, Thibaut est soutenu par des partenaires du Défi Voile Solidaires En Peloton, et se lance dans la construction d'un Multi50 à foils, en vue de la Route du Rhum 2018. 
Construit à Dubaï chez ENATA Marine en 2017, le trimaran aux couleurs de la Fondation ARSEP est mis à l'eau le 20 janvier 2018.

## Palmarès
2023
- Vainqueur de la Transat Jacques-Vabre sur Solidaires en Peloton
- Vainqueur du Trophée des Multicoques - Baie de Saint-Brieuc sur Solidaires en Peloton[8].

2020
- Vainqueur Drheam Cup | Multi50

2019
- 2ème – Transat Jacques-Vabre | Multi50
- 1er Cowes-Dinard | Multi50

2018
- Vainqueur Drheam Cup | Multi50
- 3ème – Route du Rhum | Multi50

2016
- Vainqueur Championnat | Class40
- Vainqueur The Transat bakerly | Class40
- Vainqueur Flying Phantom Series

2015
- Vainqueur Championnat | Class40

2014
- 2ème – Route du Rhum | Class40

2013
- Champion de France (x6) | F18, entre 2005 et 2013

2011
- Record de vitesse sur l’Hydroptère.ch
- Vainqueur – Record SNSM | Multi50[9]
- Record Distance parcourue en Catamaran de Sport en 24h (343 milles) avec Yvan Bourgnon[4]

2005
- Vainqueur – Raid Extreme Archipelago | F18